# Поццо ди Борго, Карл Осипович
Граф (с 1816) Шарль-Андре Поццо ди Борго (Карло Андреа Поццо ди Борго; Карл Осипович [Андреевич] Поццо ди Борго) (итал. Carlo Andrea Pozzo di Borgo, фр. Charles André Pozzo di Borgo; 8 марта 1764, Алата — 15 февраля 1842, Париж) — французский, позднее русский военный и политический деятель корсиканского происхождения, дальний родственник и кровный враг Наполеона. В борьбе за независимость Корсики поддерживал Паоли. В 40 лет поступил на русскую службу, генерал от инфантерии (1829), генерал-адъютант. Дольше, чем кто-либо в истории, занимал пост посла России во Франции (1814—1835). В 1835—1839 годах возглавлял посольство России в Лондоне.

## Биография

### Молодые годы
Сын Джузеппе Марии Поццо ди Борго (Pozzo di Borgo; 1730—81) и его жены Марии Маддалены. Из корсиканских дворян. Родился в Алате недалеко от Аяччо, который тогда формально входил в состав Генуэзской республики, а де-факто в состав самопровозглашенной Корсиканской республики. Спустя 4 года после его рождения остров отошел к Франции.
Своё обучение начал при монастыре в Вико, продолжил в Королевском колледже в Аяччо. 30 мая 1787 года окончил юридический факультет Пизанского университета, где был студентом профессора Лоренцо Тоси; одновременно с ним в этом же заведении обучался Жозеф Бонапарте (родился в 1768 году, университет окончил 24 апреля 1788 года). В то время подобное было традицией в среде корсиканского дворянства (Корсика не имела своих университетов). В период с 1737 по 1801 годы более 100 молодых корсиканцев получили учёные степени в Пизе.
Его семья в то время была близка с Карло Буонапарте, и Карло Андреа был знаком с его детьми: лучше всего с Жозефом, в меньшей степени с Наполеоном; они приходились друг другу пятиюродными братьями и принадлежали к двум семействам, наиболее верным Паскалю Паоли в его горячем стремлении в достижении Корсикой независимости. Карло Буонапарте даже служил адъютантом у Паоли во время битвы при Понте-Нуово, состоявшейся 9 мая 1769 года; эта битва ознаменовалась поражением корсиканцев и изгнанием Паоли. Он взошёл на борт корабля, покидающего Корсику, в Порто-Веккьо 13 июня того же года.

### ГодыВеликой Французской революции

#### Депутатство в Париже
Дебют Карло Андреа на политическом поприще состоялся в 1791 году, когда он был избран депутатом Законодательного собрания в Париже. Перед этим ему вручили специально подготовленную cahiers de doléances («тетрадь жалоб»): с учётом того, что Корсика в 1789 году была объявлена неотъемлемой частью Франции, в ней содержались прошение расширить права и распространение действия французских законов на жителей, а также напоминание об отправленных в ссылку корсиканцах с требованием прекратить их преследования.
В Законодательном собрании Поццо сидел на «правой стороне», пытаясь, в частности, противодействовать идее гражданского устройства духовенства. В августе 1792 года он был вынужден бежать в связи с быстрым развитием событий Первой Парижской коммуны и провозглашением республики; Поццо разделял монархические идеи, что в Париже тех неспокойных лет представляло довольно большую опасность для жизни.

#### Возвращение на Корсику
Вернувшись на Корсику, он был тепло принят Паскалем Паоли, который назначил его главой структуры гражданской власти (его должность procuratore-generale-sindaco, можно перевести как «поверенный генерал-ревизор»), в то время как сам Паоли возглавил армию с присвоенным в июле 1792 года званием генерал-лейтенанта.
Политическая ситуация на острове была нестабильной из-за серьёзных разногласий трёх основных партий: традиционных сторонников достижения независимости (выделившихся из Французской партии), монархистов, верных династии Бурбонов, и якобинцев. В своих мемуарах Поццо позднее вспоминал, что разногласия между ними были обусловлены «не различиями в идеологии, а амбициями, которые заставляли различные знатные семейства стремиться утвердиться на маленькой площади (слишком тесной) Корсики». 
Сам Поццо остался верен партии сторонников независимости во главе с Паоли. 
Братья Буонапарте, в отличие от него, помня выбор, сделанный их отцом, про-французски настроенным Карло-Мария (как минимум с 20 сентября 1769 года — когда он принял назначение на должность комиссара от королевского двора, возглавив администрацию бурбонского режима в Аяччо и его окрестностях), стали поддерживать захватившую власть во Франции партию якобинцев.
Возможно, окончательному разрыву отношений семейств поспособствовала смерть бывших союзников: Карло-Мария Буонопарте скончался в 1785 году, Джузеппе Мария — 7 июня 1781 года в родной Алате.

#### ОсадаКальяри
Окончательный раскол между сторонниками независимости и якобинцами, тем не менее, на тот момент ещё не состоялся, и Поццо и Паоли не отвергали идею сотрудничества с якобинским правительством. Более того, когда правительство в Париже организовало первое вторжение в Сардинское королевство (которым в то время правил Карл Эммануил IV), возглавленное адмиралом Лораном Трюге, Паскаль Паоли выделил ему в помощь полк добровольцев, которым командовал его племянник Пьетро Паоло Колонна-Чезари.
Высадившись около Кальяри 8 января 1793 года, корсиканцы были встречены залпами орудий. Они ответили бомбардировкой города и спустя несколько дней высадились у форта Сент-Элия, где их атака была отбита, после чего они были вынуждены начать новую, причём боевые порядки осаждавших были расстроены. 17 февраля из-за начала шторма войска были вынуждены отбыть на Корсику.

#### Битва при Ла-Маддалене
Тем временем Наполеон Бонапарт, получивший звание лейтенант-полковника (подполковника), был назначен командиром Корсиканского добровольческого полка. Его солдаты участвовали в серии ожесточённых столкновений с солдатами и матросами регулярных сил при Бастии и Аяччо. Впоследствии было решено организовать военную экспедицию против архипелага Ла-Маддалена, бывшего владением королевства Сардиния.
Руководство этой экспедицией Паскаль Паоли доверил Колонне-Чезари. Войска, насчитывавшие около 800 человек (в том числе 150 французских регулярных солдат), выступили на кораблях из Бонифачо 22 февраля 1793 года, взяв под контроль маленький островок Санто-Стефано, с территории которого 24 февраля артиллерия под командованием Бонапарта начала бомбардировку Ла-Маддалены, которую обороняли 150 солдат и 300 ополченцев. Обороняющиеся смогли оказать нападавшим довольно успешное сопротивление благодаря батарее орудий, расположенной на южной оконечности Капреры, одного из островов архипелага, и возглавляемой Доменико Мильелире, поддерживаемой, в свою очередь, двумя кораблями и батареей, расположенной на острове Палау. В ночь с 25 на 26 августа экипаж единственного французского корвета взбунтовался, заявив, что требуют возвращения в Бонифачо. В связи с этим Колонна-Чезари и Наполеон были вынуждены срочно отступить на корабли, оставив на берегу даже пушки.

#### Во время независимости Корсики
Уже когда корабли вновь вышли в пролив, Наполеон Бонапарт выступил с резкими обвинениями в адрес невиновного Колонны-Чезари. Спустя несколько дней он отправил донесение в письменном виде не только Паоли, но и военному министру в Париже, в котором обличал трусость и предательство Колонны-Чезари (очевидно, чтобы прикрыть собственную ответственность за случившееся). К его словам присоединился корсиканский якобинец Бартоломео Арена, бывший политический комиссар по Кальяри, который лично выступил с официальным заявлением о ситуации перед Национальным Конвентом.
Для Конвента было затруднительно перенести два поражения, не найдя предполагаемого виновника этих событий. Члены Конвента решили сделать таковым Паоли: Конвент отдал приказ о его вызове для ответа; в итоге это могло с большой вероятностью привести к судебном процессу с исходом в виде смертной казни, что было весьма распространено в те годы. Паоли отказался приезжать с ответом, и 2 апреля 1793 года, как и он и предполагал, Национальный Конвент, не дожидаясь результатов расследования, постановил арестовать его.
В сложившейся ситуации Паоли нашёл защиту на английском корабле; 17 апреля он обратился с призывом к корсиканскому народу с призывом защищать свою родину и права, и 10 июня 1794 года собравшееся в Корте «Общее собрание» (Consulta generale) наделило Паоли титулом Babbu di a Patria, а семьи Буонапарте и Арена приговорила к общественному позору. Созванное собрание первым делом присягнуло на верность королю Англии и утвердило конституцию, которая была предложена монархом корсиканцам. Конституцией предусматривалось существование парламента и титула вице-короля. В ней также отмечалось, что итальянский язык будет иметь статус государственного. Губернатором Корсики был назначен Гилберт Эллиот (граф Минто), а Поццо получил должность председателя государственного совета Корсиканского королевства.
В результате этих событий Конвент 17 июля объявил Паскаля Паоли «предателем Французской республики» и вынес обвинительный вердикт в отношении более двадцати сторонников корсиканской независимости, в числе которых был и Поццо ди Борго. Поведение семьи Бонапартов в сложившейся ситуации было довольно неоднозначным. С одной стороны, Наполеон заставил членов «Общества друзей народа» (Società degli amici del popolo) из Аяччо, своего «якобинского клуба», подписать петицию к Конвенту, призывающую к отмене решения об аресте Паоли. С другой стороны, его младший брат Люсьен Бонапарт подбивал демократические круги Тулона оказать давление на Национальный Конвент в Париже, чтобы тот обвинил генерал-лейтенанта в государственной измене. В своих мемуарах Поццо называет поражение под Ла-Маддаленой причиной окончательного разрыва между Наполеоном и Паоли. В этих условиях семье Буонапарте пришлось покинуть Аяччо, и у Наполеона не осталось выбора, кроме как бежать вместе со всей семьёй сначала в Бастию, а позже, 11 июля, — в Тулон, где их уже ожидал Люсьен Бонапарт. В это же время произошёл окончательный разрыв между Наполеоном и Поццо.

#### Изгнание в Лондоне
Британский протекторат над Корсикой просуществовал с 1794 по 1796 год. Паскаль Паоли, который, вероятно, был разочарован тем, что его назначение губернатором острова, на которое он рассчитывал, не состоялось, отошёл от дел, удалившись в Монтичелло, где находился под усиленным надзором англичан, а 13 октября 1795 года был вынужден переехать в Англию, где и скончался 5 февраля 1805 года. Между тем Поццо заставил членов парламента проголосовать за конфискацию имущества политических эмигрантов, в том числе семьи Буонапарте, которых он объявил «предателями».
В июне 1796 года Наполеон захватил Ливорно (морские вороты Пизы), собрал здесь изгнанников и в октябре вместе с ними высадился на острове. После этого Эллиот, чьи небольшие гарнизоны были размещены в Бастии и Сен-Флоране (в то время Сан-Флоренцо), согласился сдать остров без боя и эвакуировать оттуда свои войска.
Поццо был отдельно исключён из списков последовавшей вскоре специальной всеобщей амнистии, а в октябре 1796 года был вынужден бежать; он бежал в Рим, где стал объектом пристального внимания якобинских агентов. Затем он переехал под защиту Эллиота в Лондон, поскольку французские власти требовали его ареста на севере Италии.

#### Пребывание при венском дворе
Когда граф Минто был в 1801 году назначен специальным посланником к венскому двору, он взял Поццо с собой. Здесь Поццо стал известен как яростный противник Французской революции и Наполеона Бонапарта, ставшего к тому времени первым консулом, а потому Поццо был хорошо принят при дворе.
В политической повестке дня Австрийской империи в те годы преобладало стремление отомстить за унижения, перенесённые в результате побед Наполеона, который завершил Войну первой коалиции Кампо-Формийским миром (по нему Австрия потеряла Миланское герцогство), а Войну второй коалиции (отмеченную победами при Маренго и Гогенлиндене) — Люневильским миром.

### Дипломатическая служба в Российской империи

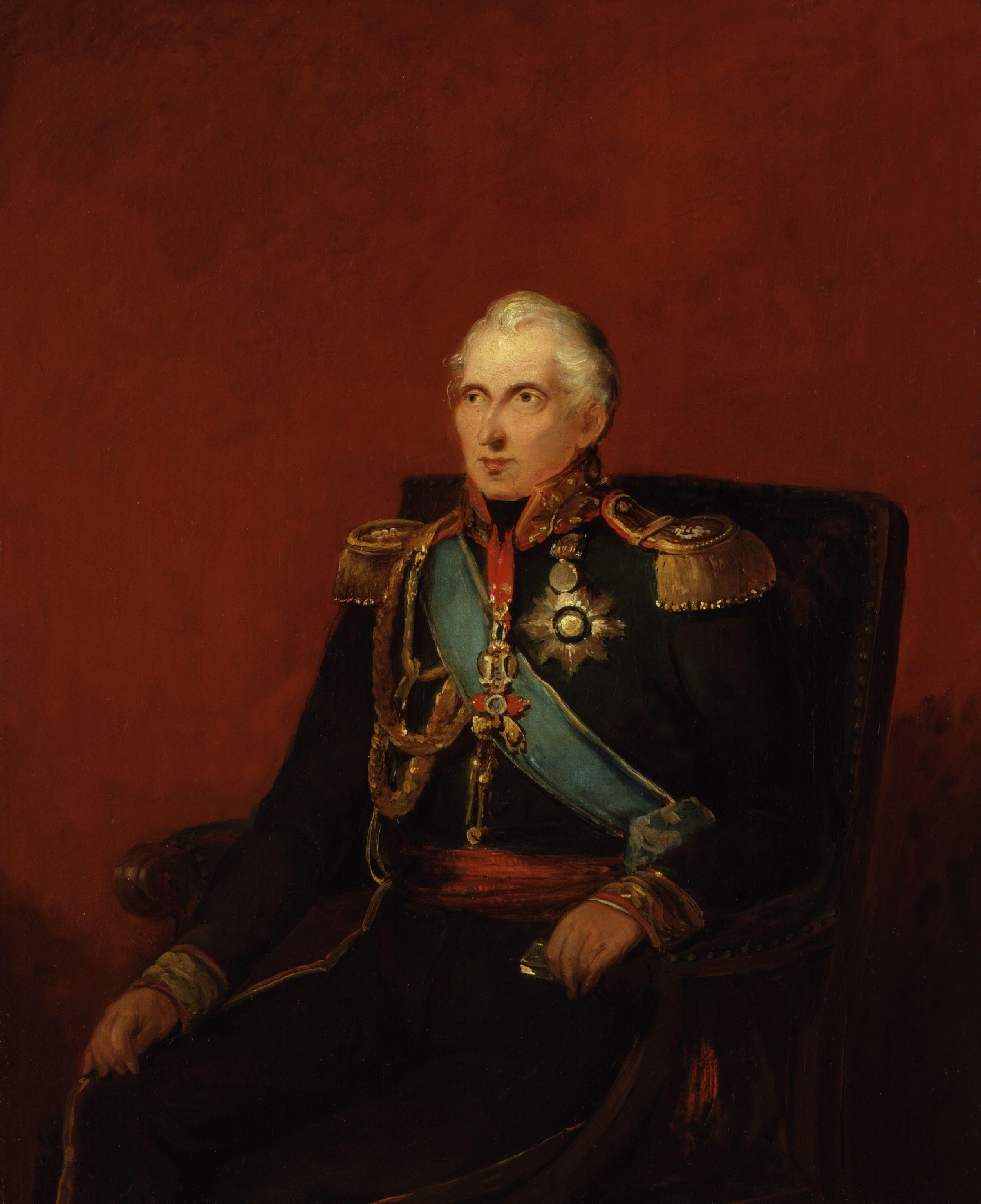
Портрет Поццо ди Борго из Национальной портретной галереи в Лондоне

#### Военные миссии вПруссиии Константинополе
В 1804 году — благодаря ходатайству министра Адама Чарторыйского — Поццо ди Борго поступил на дипломатическую службу Российской империи, где в то время царствовал император Александр I. Официально он был принят на службу 28 сентября 1805 года, будучи причислен к Коллегии иностранных дел, получил чин статского советника.
Поццо ди Борго был отправлен со своими первыми дипломатическими поручениями в Вену и Неаполь 28 сентября 1805 года. Он сыграл важную роль в сохранении австро-русского военного союза, силы которого 2 декабря 1805 года пережили катастрофу под Аустерлицем. Затем Александр I отправил его в качестве посланника к англо-неаполитанским силам, а в 1806 году — в качестве посланника при прусской армии.
В 1807 году Поццо был отправлен с важной дипломатической миссией в Османскую империю. В эту страну 2 мая 1806 года в качестве посла Франции прибыл корсиканец Орас Себастьяни, имея явной целью добиться разрыва союза Османской империи с Великобританией и Россией, складывающегося в контексте Войны четвёртой коалиции. Себастьяни убедил османского султана Селима III 7 декабря 1806 года объявить войну России. На это быстро отреагировал Лондон, отправив в январе 1807 года к Константинополю большой флот и объявив о пересмотре заключённых ранее соглашений (см. англо-турецкая война).

#### Второе изгнание в Лондоне и возвращение в Россию
Прибыв в ходе своей миссии в Константинополь, Поццо, к тому времени имевший звание полковника свиты, был весьма удивлён известием о заключении 7 июля 1807 года Тильзитского мира, подписанного менее чем через месяц после поражения войск России при Фридланде 14 июня 1807 года. Это событие временно положило конец конфликту России с Наполеоном.
Эффект от произошедшего не замедлил сказаться в Константинополе и выразился в убийстве султана Селима III во время вспыхнувшего восстания корпуса янычар. Однако теперь миссия Себастьяни, равно как и миссия Поццо, потеряла смысл; первый покинул Константинополь 27 апреля 1808 года и вскоре был награждён Большим крестом Ордена Почётного легиона, в то время как Поццо, заклятый враг Наполеона, был уволен со службы в отставку.
В Вене его ждало сообщение, что получен приказ от французского императора об экстрадиции Поццо, с предложением ему почётной эмиграции. Поццо после этого бежал в Лондон — столицу одной из последних стран Европы, независимых от Парижа. Здесь он вступил в любовную связь с известной красавицей Эмили Ламб, предположительно став отцом одного или нескольких её детей, и оставался до 1812 года, когда был призван Александром I в Россию.
Это случилось после того, как Александр I 13 декабря 1810 года разрешил швартовку английских кораблей в российских портах, что привело к разрыву отношений с Наполеоном.

#### Специальный посланник Александра I
Став доверенным лицом в Лондоне и Санкт-Петербурге, Поццо развернул активную дипломатическую деятельность: после неудачи союзников под Бауценом 18 мая 1813 года был направлен с миссией в Швецию, где привлёк на сторону антинаполеоновской коалиции Карла Бернадота, находясь при котором участвовал в сражениях под Гроссбереном, Денневицем и Лейпцигом. Восстановил свои старые семейные связи, чтобы с их помощью посеять раздор между различными членами семейства Буонапарте. В начале 1814 года от имени всех союзных держав был послан в Англию к Людовику Прованскому с предложением короны Франции. Со времени вступления союзных войск во Францию находился при Александре I.
После великого отступления французов, а затем победы войск австро-русско-прусского альянса в битве под Лейпцигом (16—19 октября 1813 года), Наполеон отступил за Рейн; после 1 января 1814 года эту же реку перешли Карл Шварценберг и Гебхард Блюхер, и после ряда сражений во Франции (Французская кампания) русские войска императора Александра I и союзные войска вошли 31 марта 1814 года в Париж. 6 апреля Наполеон отрёкся от престола в Фонтенбло, а в мае 1814 года был подписан Парижский мир.

#### Посол в Париже
После занятия союзными войсками Парижа Поццо был назначен генеральным комиссаром временного правительства Франции. С началом Реставрации он получил назначение послом Александра I при дворе короля Людовика XVIII.

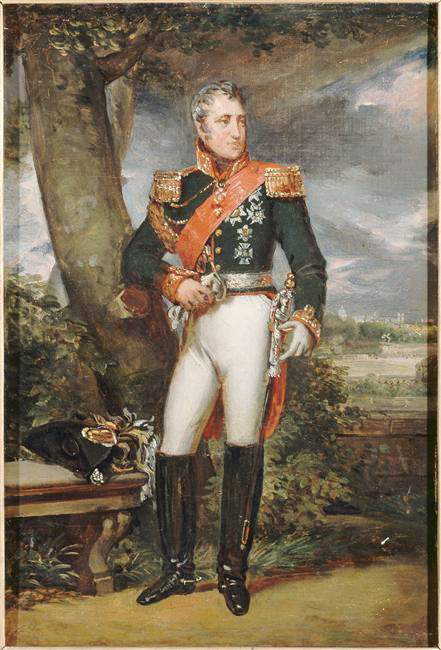
Портрет Поццо ди Борго, который висит в Версальском дворце

Первым делом Поццо занялся устройством заключения брачного договора между герцогом Беррийским и Анной Павловной, сестрой Александра I. Присутствовал в составе русской делегации сначала на Венском, а впоследствии и на Аахенском и Веронском конгрессах.
В период «Ста дней» (повторного правления Наполеона) Поццо сопровождал Людовика XVIII по территории современной Бельгии и представлял Александра I при войсках герцога Веллингтона. Поддерживал обнародование «Воззвания к народу Франции», которое содержало бы расплывчатые обещания либеральных свобод. Однако в этом он не преуспел, столкнувшись с непоколебимым сопротивлением со стороны англичан, военное руководство которых отличалось крайним консерватизмом и имело решительные антифранцузские настроения. Во время битвы при Ватерлоо находился в рядах кирасиров полковника Крэбба, получив 12 июня 1815 года орден Св. Георгия 4-го класса. (По некоторым сведениям, прятался во время сражения в густом кустарнике).
В первые годы своей работы на своей новой должности в Париже Поццо предпринимал усилия по снижению тяжёлых контрибуций, наложенных союзниками на Францию, а также стремился ускорить вывод из страны оккупационных войск. Оценив его заслуги, Людовик XVIII предлагал ему перейти на французскую службу и принять портфель министра иностранных дел. 15 января 1816 года Поццо был возведён в графское достоинство, а в декабре 1816 года стал пэром Франции.
Во время своего пребывания в должности Поццо всегда был сторонником умеренной партии и правительства Ришельё, которого он поддержал, например, во время роспуска так называемой «Несравненной палаты». Это вызывало неприятие у наиболее реакционной части Священного союза, в первую очередь Меттерниха, который считал, что Поццо несёт часть ответственности за «непрестанное либеральное возмущение» во Франции. Проблема встала ещё более остро после смерти Людовика XVIII, наступившей 16 сентября 1824 года. Весьма реакционная политика его преемника на престоле, брата Карла X, в итоге привела к Июльской революции и падению династии Бурбонов. Однако, отношения Карла X и Поццо ди Борго были не столь плохими, и 3 июня 1829 года король даровал Поццо право на собственный фамильный герб.
Александр I, давний покровитель Поццо ди Борго, скончался в 1825 году, и в течение первых двух лет царствования его преемника и младшего брата, императора Николая I он был двумя указами — от 22 августа 1826 и 17 сентября 1827 годов — удостоен наследственного графского достоинства Российской империи, а 21 апреля 1829 года получил воинское звание генерала от инфантерии.
После революции Поццо ди Борго убедил императора Николая I преодолеть свою неприязнь к «королю-буржуа» и признать Луи-Филиппа в качестве нового короля Франции. В окружении императора, однако, преобладало мнение, что послом во Франции лучше иметь человека, менее склонного к франкофилии, чем Поццо.

#### Посол в Лондоне

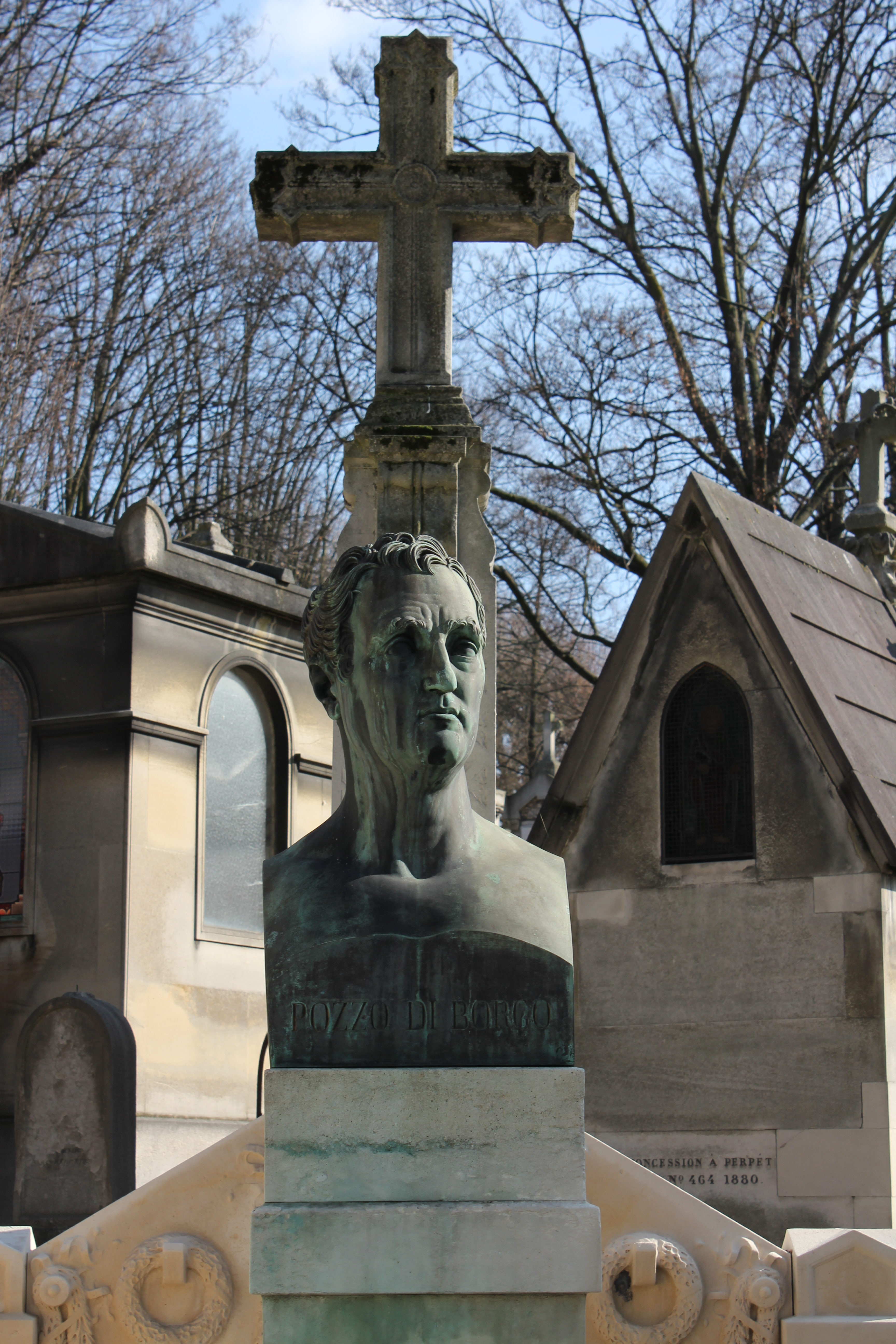
Памятник на кладбище Пер-Лашез

В 1832 году Поцци направился к российскому двору в Санкт-Петербург. В 1833 году он отправился в Лондон, где имел целью возобновить свои прежние контакты, в первую очередь с герцогом Веллингтоном, вскоре, в 1834 году, вновь ставшим премьер-министром и также министром иностранных дел. Находясь в Лондоне, 5 января 1835 года получил приказ из Петербурга, согласно которому назначался российским послом в Лондоне. Он сменил на этом посту князя Х. А. Ливена, занимавшего эту должность целых 22 года.
Новое назначение формально не умаляло престижа Поцци, однако сам он жаловался из Лондона на пренебрежительное отношение к нему министра иностранных дел лорда Пальмерстона, который нередко заставлял его ждать приёма более двух часов. Когда-то Поццо был любовником леди Купер, ставшей впоследствии женой Палмерстона, и этот эпизод осложнял отношения между двумя мужчинами.
Поццо оставался послом в Лондоне до 26 декабря 1839 года, когда по достижении 75-летнего возраста вышел в отставку, ссылаясь на подорванное нервной работой здоровье.

#### Поздние годы
Поццо, остававшийся до конца жизни холостяком и семьи не имевший, отбыл из Лондона в полюбившийся ему Париж. Там он скончался 15 февраля 1842 года в особняке Hôtel de Soyécourt на Университетской улице, спустя двадцать лет после смерти своего врага Наполеона I. Похоронен на кладбище Пер-Лашез.

После обеда Поццо, стоя, грелся у камина, вдруг стал опускаться и наконец упал; послали за доктором, но удар был нервный, и с этого дня начал завираться. Он умер в Алжире, оставив огромное состояние своему племяннику Карлу Поццо, который женился на девице Crillon, красавице, но совершенной кукле.— А. О. Смирнова

## Воинские звания
- Генерал-майор (03.09.1813)[6]
- Генерал-адъютант (02.04.1814)
- Генерал-лейтенант (05.03.1817)
- Генерал от инфантерии (21.04.1829)

## Награды
российские:
- Орден Святой Анны 1 ст. (1813)[8]

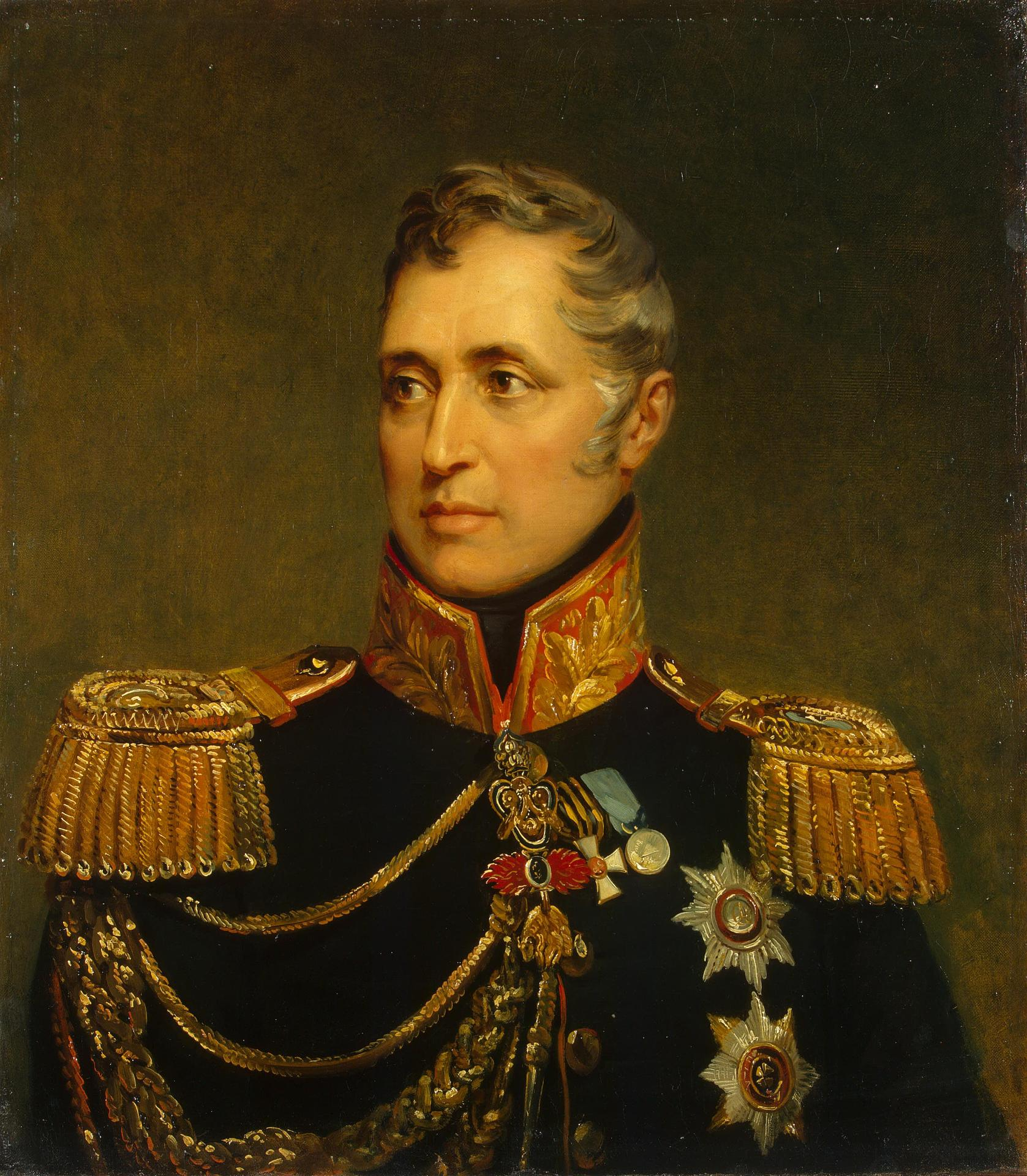
Портрет Карла Андреевича Поццо ди Борго из Военной галереи. Работа мастерской Дж. Доу.

- Орден Святого Георгия 4 ст. (12.06.1815)
- Орден Святого Владимира 2 ст. (1816)
- Орден Святого Александра Невского (01.11.1818)
- Орден Святого Владимира 1 ст. (1823)
- Орден Святого апостола Андрея Первозванного (05.04.1830)
- Знак отличия «За XXXV лет беспорочной службы» (1831)
- Алмазные знаки к Ордену апостола Святого Андрея Первозванного (26.03.1836)
- Серебряная медаль «В память Отечественной войны 1812 года»
- Медаль «За взятие Парижа»

иностранные:
- Австрийский Королевский венгерский орден Святого Стефана, большой крест (1832)
- Ганноверский Королевский Гвельфский орден 1 ст.
- Испанский Орден Золотого руна (1823)
- Испанский Орден Карлоса III 1 ст.
- Неаполитанский Константиновский орден Святого Георгия (1822)
- Неаполитанский Орден Святого Фердинанда и заслуг 1 ст.
- Португальский Орден Башни и Меча 1 ст. (1824)
- Прусский Орден Чёрного орла (1832)
- Прусский Орден Красного орла 1 ст.
- Сардинский Орден Святых Маврикия и Лазаря 2 ст.
- Французский Орден Святого Людовика 2 ст.

## Образ в кино
- «Наполеон» (немой, Франция, 1927) — актёр Аршо Шахатуни